# Dream Evil
Dream Evil je čtvrté studiové album americké heavy metalové skupiny Dio, vydané 21. července 1987 u Warner Bros. Records. Jedná se o první album, na kterém hraje kytarista Craig Goldy.

## Seznam skladeb
| Pořadí         | Název                       | Autor                             | Délka |
| -------------- | --------------------------- | --------------------------------- | ----- |
| 1.             | Night People                | Dio, Goldy, Bain, Schnell, Appice | 4:06  |
| 2.             | Dream Evil                  | Dio, Goldy                        | 4:26  |
| 3.             | Sunset Superman             | Dio, Goldy, Bain, Schnell, Appice | 5:45  |
| 4.             | All the Fools Sailed Away   | Dio, Goldy                        | 7:10  |
| 5.             | Naked in the Rain           | Dio                               | 5:09  |
| 6.             | Overlove                    | Dio, Goldy, Appice                | 3:49  |
| 7.             | I Could Have Been a Dreamer | Dio, Goldy                        | 4:42  |
| 8.             | Faces in the Window         | Dio, Goldy, Bain, Schnell, Appice | 3:53  |
| 9.             | When a Woman Cries          | Dio, Goldy, Bain, Schnell, Appice | 4:43  |
| Celková délka: | Celková délka:              | Celková délka:                    | 43:20 |

## Sestava
- Ronnie James Dio – zpěv
- Craig Goldy – kytara
- Jimmy Bain – baskytara
- Claude Schnell – klávesy
- Vinny Appice – bicí
- Mitchell Singing Boys – sbor v „All the Fools Sailed Away“